# Marcel Pichon
Marcel Pichon  (1921 — 1954) foi um botânico francês.
Especializado no estudo da família Apocynaceae.

## Publicações selecionadas
- Classification des apocynacées. 1. Carissées et ambelaniées, 1948
- Classification des apocynacées : . IX. Rauvolfiées, alstoniées, allamandées et tabernémontanoïdées, 1948
- Classification des apocynacées. 25. Échitoïdées et supplément aux pluméroïdées, 1950
- Monographie des landolphiées : Classification des apocynacées, XXXV, 1953